# Fernico
El fernico es una aleación de hierro (Fe), níquel (Ni) y cobalto (Co). Es un nombre comercial formado a partir de los símbolos de los elementos. La aleación tiene el mismo coeficiente de dilatación lineal que ciertos tipos de vidrio. Por sus cualidades de adherencia, sellado y aislamiento permiten uniones vidrio-metal y por lo tanto esto lo hace un material ideal para los terminales de contacto externo de las bombillas y las válvulas termoiónicas.

## Composición
Su composición es parecida a la de otras aleaciones multicomponente (Kovar, Rodar, Therlo). Está compuesto por un 28% de níquel, 18% de cobalto y 54% de hierro.
Cunife, Alnico y Cunico son otras aleaciones que poseen propiedades similares.